# Dmitri Fjodorowitsch Stjopuschkin
Dmitri Fjodorowitsch Stjopuschkin (russisch Дмитрий Фёдорович Стёпушкин, wiss. Transliteration Dmitrij Fëdorovič Stëpuškin; * 3. September 1975 in Woronesch; † 30. Juni 2022 in Moskau) war ein russischer Bobfahrer.

## Karriere
Dmitri Stjopuschkin nahm an den Olympischen Winterspielen 2002 in Salt Lake City als Anschieber von Alexander Subkow im Zweierbob-Wettkampf teil. Zudem gehörte er zu Subkows Mannschaft im Viererbob-Wettkampf. Bei seinen weiteren Olympiateilnahmen 2006 sowie Olympischen Winterspielen 2010 wurde Stjopuschkin nur im Viererbob nominiert.
Bei der Weltmeisterschaft 2003 in Lake Placid gewann Stjopuschkin die Bronzemedaille im Vierer. 2005 in Calgary und 2008 in Altenberg folgte zweimal WM-Silber im Vierer. Darüber hinaus wurde er 2005 und 2009 Europameister im Vierer.
Am 30. Juni 2022 starb Stjopuschkin im Alter von 46 Jahren.